# タブリーズ国際空港
タブリーズ国際空港（ペルシア語: فرودگاه بین‌المللی تبریز、英語: Tabriz International Airport）は、イラン北部の東アゼルバイジャン州タブリーズにある国際空港。

## 就航路線
| 航空会社                  | 就航地                                                                                       |
| ------------------------- | -------------------------------------------------------------------------------------------- |
| Ata Airline               | テヘラン                                                                                     |
| カスピアン航空            | ダマスカス、ドバイ、マシュハド、テヘラン                                                     |
| イラン航空                | アフヴァーズ、バンダレ・アッバース、エスファハーン、イスタンブール（アタテュルク）、テヘラン |
| イランエアツアーズ        | アフヴァーズ、マシュハド、テヘラン、シーラーズ                                               |
| イラン・アーセマーン航空  | ラシュト、シーラーズ、テヘラン                                                               |
| Naft Airlines             | マーフシャフル、テヘラン                                                                     |
| キーシュ航空              | Asalouyeh、ダマスカス、ドバイ、イスタンブール（サビハ）、キーシュ、マシュハド、テヘラン      |
| ターキッシュ エアラインズ | イスタンブール                                                                               |
| アゼルバイジャン航空      | バクー(2025年9月3日より運航開始予定)                                                         |

## 統計
元のウィキデータクエリを参照してください.